# Szászkabánya község
Szászkabánya község (románul: Comuna Sasca Montană) község Krassó-Szörény megyében, Romániában. Központja Szászkabánya, beosztott falvai Bogorfalva, Néraszlatina, Potok, Szászka.

## Népessége
A 2011-es népszámlálás adatai alapján a község népessége 1593 fő volt.